# Golec uOrkiestra 4
Golec uOrkiestra 4 – kolejny album zespołu Golec uOrkiestra. Płyta uzyskała status platynowej. W 2021 roku Basshunter był w trakcie rozmów z Golec uOrkiestra na temat współpracy nad remiksem utworu „Nie ma nic” oraz potwierdził możliwość wydania remiksu w 2022 roku.

## Lista utworów
1. „Nie ma nic” – 3:44
2. „Nogi same niosą” – 3:31
3. „Nie jest źle” – 3:36
4. „Świat się zmienia” – 4:00
5. „Pomykam do ciebie” – 3:48
6. „Już nie zgaśnie ogień w nas” – 4:09
7. „Kiedy światła już zgasną” – 4:03
8. „Daj trochę więcej” – 3:34
9. „Kto wodę pije” – 3:41
10. „Życie jest piękne” – 4:07
11. „Konkretna piosenka” – 3:25